# Willie Harris
Willie Harris é um jogador profissional de beisebol estadunidense.

## Carreira
Willie Harris foi campeão da World Series 2005 jogando pelo Chicago White Sox. Na série de partidas decisiva, sua equipe venceu o Houston Astros por 4 jogos a 0.